# Nadagara prosigna
Nadagara prosigna là một loài bướm đêm trong họ Geometridae.